# Космос-1602
Космос-1602 је један од преко 2400 совјетских вјештачких сателита лансираних у оквиру програма Космос.
Космос-1602 је лансиран са космодрома Плесецк, СССР, 28. септембра 1984. Ракета-носач Ф-2 је поставила сателит у орбиту око планете Земље. 